# Mannlicher M1901
Steyr Mannlicher Modell 1901 byla poloautomatická pistole rakouské výroby. Konstruktérem této pistole byl Ferdinand Mannlicher.

## Popis
Model 1901 byl prvním z řady typu pistolí Mannlicher, které v letech 1901–1905 vyráběla rakouská továrna Steyr. Vůbec první Mannlicherovu pistoli však vyrobila již v roce 1900 německá firma Dreyse. Pistole Mannlicher byly vždy kvalitními zbraněmi, na civilním i vojenském trhu ovšem dosáhly spíše skromných úspěchů. Model 1901 se vyznačoval dynamickým závěrem s opožděným otevíráním, u kterého byl zaklouzavající závěr brzděn mechanismem s pružinou a vačkou. Pistole měla ve své rukojeti pevnou nábojovou schránku. Schránka se nabíjela tak, že se do ní při otevřeném závěru vtiskly náboje z nábojového pásku. Velký počet zbraní Mannlicher zakoupila argentinská armáda a v Jižní Americe se také dlouhá léta vyráběly náboje ráže 7,63 mm, které původně tato pistole používala.